# Lisa-Maria Zeller
Lisa-Maria Zeller (* 19. Mai 1992) ist eine österreichische Skirennläuferin. Sie gehört dem B-Kader des ÖSV an. Ihre Spezialdisziplinen sind Slalom und Riesenslalom.

## Biografie
Lisa-Maria Zeller lebt in Maishofen in Salzburg und gehört dem Skiclub Maishofen an. Im Jahr 2008 machte Zeller mit 15 Jahren erstmals auf sich aufmerksam, als sie bei nationalen Jugend-Rennen in Livigno zweimal Platz fünf im Slalom und Riesenslalom sowie Platz zwei im Slalom belegte. Bei den Österreichischen Junioren-Staatsmeisterschaften sicherte sie sich 2011 den Staatsmeistertitel im Slalom. Diesen Erfolg konnte sie in St. Anton/Arlberg 2012 wiederholen. Im Europacup 2011/2012 erreichte sie Platz 5 der Superkombinationswertung. In den Jahren 2010 und 2011 konnte sie bisher insgesamt drei FIS-Rennen gewinnen. Im Jahr 2012 konnte sie kein FIS-Rennen gewinnen, erreichte aber mehrfach den zweiten oder dritten Platz.
Den bisher größten Triumph in ihrer Karriere konnte Lisa-Maria Zeller bei den Junioren-Weltmeisterschaften 2013 in Québec verzeichnen.
Im Riesenslalom holte sie Gold vor Ragnhild Mowinckel aus Norwegen. Dadurch war sie in dieser Disziplin beim Weltcupfinale auf der Lenzerheide startberechtigt, wo sie am 17. März 2013 ihr Debüt feierte, allerdings im ersten Durchgang ausschied. Im Winter 2013/14 startete Zeller vorwiegend im Europacup und erreichte dort am 15. März 2014 beim Slalom in Soldeu ihren ersten Sieg. Ohne ein Rennen gewonnen zu haben, sicherte sie sich in der Saison 2014/15 den Sieg in der Europacup-Slalomwertung. Die ersten Weltcuppunkte sicherte sich Zeller am 29. Dezember 2015 mit Platz 23 im Slalom von Lienz.

## Erfolge

### Weltcup
- 2 Platzierungen unter den besten 30

### Europacup
- Saison 2011/12: 5. Kombinationswertung
- Saison 2013/14: 7. Slalomwertung
- Saison 2014/15: 4. Gesamtwertung, 1. Slalomwertung
- 3 Podestplätze, davon 1 Sieg:

| Datum         | Ort    | Land    | Disziplin |
| ------------- | ------ | ------- | --------- |
| 15. März 2014 | Soldeu | Andorra | Slalom    |

### Juniorenweltmeisterschaften
- Crans-Montana 2011: 9. Slalom, 39. Abfahrt
- Roccaraso 2012: 6. Riesenslalom
- Québec 2013: 1. Riesenslalom, 14. Super-G, 25. Abfahrt

### Weitere Erfolge
- zweifache österreichische Junioren-Staatsmeisterin (Slalom 2011 und 2012)
- 7 Siege in FIS-Rennen